# Північна Корея на зимових Олімпійських іграх 2010
Корейську Народну Демократичну Республіку на зимових Олімпійських іграх 2010 представляли 2 спортсмени в 2 видах спорту.